# Crioulo de Ano-Bom
O crioulo de Ano-Bom, também conhecido como anobonense ou língua anobonesa e, pelos seus falantes, como Fa d'Ambô, Fa d'Ambu, Fá d'Ambô, Fá d'Êmbô e Fla d'Ambu (literalmente Fala de Ano-Bom, em português) é uma língua crioula de base portuguesa falada na ilha de Ano-Bom, província da Guiné Equatorial.
A língua é falada por cerca de 5600 a 6600 falantes, sendo aproximadamente 6000 nativos da ilha de Ano-Bom e os demais vindos da diáspora da ilha para o território continental da Guiné Equatorial. Ainda que a maior parte dos falantes da língua saibam ler e escrever, por muito tempo a língua não foi escrita, apenas falada. O primeiro relato de sua escrita é de 2008, já com o uso do alfabeto latino numa obra descritiva da gramática.
Diferentemente de outras línguas crioulas, que já passaram por processos de descrioulização numa tentativa de forçar uma língua oficial, não há relatos de acontecimentos semelhantes com o Fa d'Ambô, que desde que se tem registro foi respeitado como língua independente. Em Ano-Bom, a maior parte de seus falantes a tem como língua materna e usam no dia-a-dia, e por isso a língua se encontra em situação estável e sem probabilidade de extinção.
O crioulo de Ano-Bom é uma língua crioula por ter surgido a partir do contato forçado entre colonizadores de Portugal e Espanha e os povos escravizados africanos que eram levados para a ilha de Ano-Bom. O estrato da língua é o português, enquanto seu substrato é composto por diversas línguas da família Níger-Congo e o superstrato é composto principalmente das influências do espanhol e do francês, ambas sendo línguas oficiais da Guiné Equatorial e de outras regiões próximas.

## Etimologia
Fa d'Ambô significa literalmente, em português, a Fala de Ano-Bom, ou seja, a língua de Ano-Bom, e se refere à Ilha de Ano-Bom, onde essa língua surgiu e é falada majoritariamente até os dias de hoje.
A partícula Fa, ora escrita como Fá, é um substantivo que se originou da forma verbal fala ['fɑlɑː], que por sua vez surgiu do verbo em português "falar". A partícula d- é uma contração da preposição "de" do português e, finalmente, Ambô é a palavra, em Fa d'Ambô, para se referir à Ano-Bom. Logo, Fa d'Ambô pode ser traduzido livremente como "Fala de Ano-Bom"

## Classificação

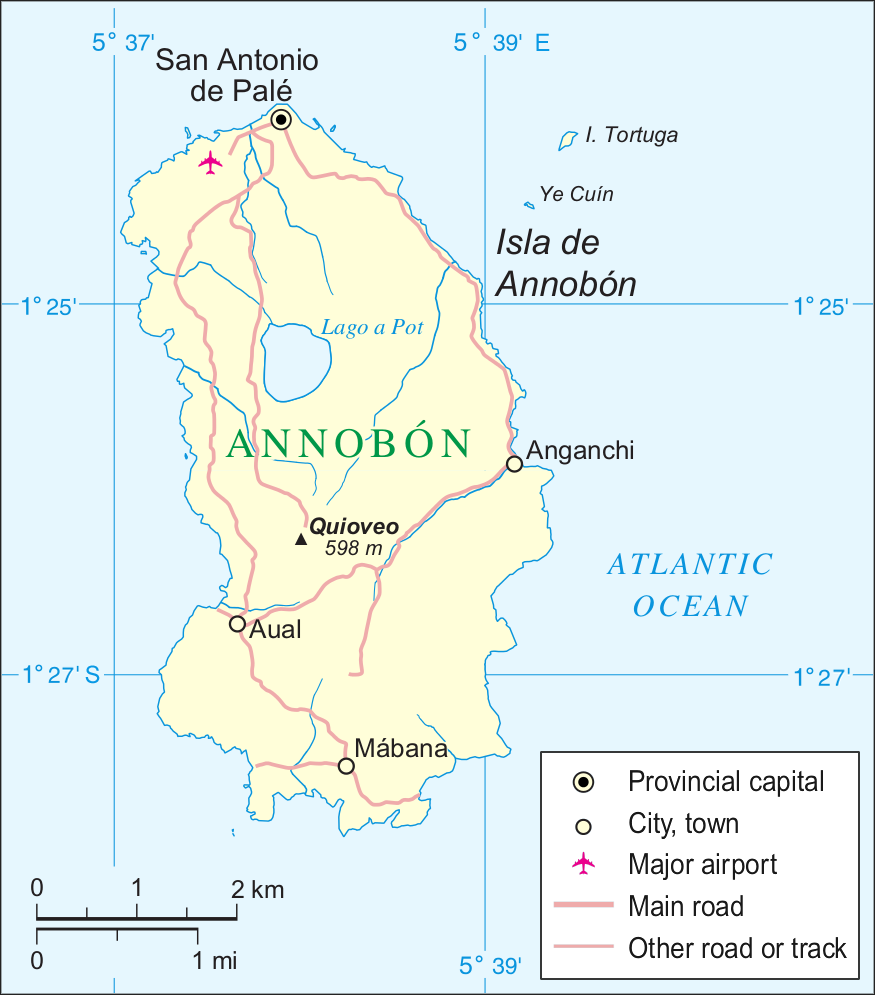
Mapa em espanhol de Ano-Bom

Quanto ao processo de crioulização, a língua politicamente dominante que forçou o contato linguístico foi o português, língua românica derivada da família indo-europeia.
As línguas que influenciaram a crioulização, ou seja, as faladas pelos povos politicamente dominados eram muitas. Os principais relatos apontam para a língua falada no Reino de Benim do século XV, de onde boa parte dos escravos da ilha de Ano-Bom vinham. Portanto, se fala da língua edo, do grupo edoíde pertencente à família nígero-congolesa. Porém, no século XVI, o Reino do Benim dominava uma região ocupada pelo povo itsekiri, falantes de uma língua muito próximo ao iorubá, também da família nígero-congolesa. Além disso, há relatos de influência da língua kikongo, falada no antigo Reino do Congo e também pertencente à família nígero-congolesa.
Além disso, devido à eventual dominação espanhola da região e ao intenso contato com os franceses, tanto o castelhano quanto o francês serviram de superestrato para a língua, ou seja, a influenciaram posteriormente à sua formação e dominação na região da Ilha de Ano-Bom.

## Distribuição

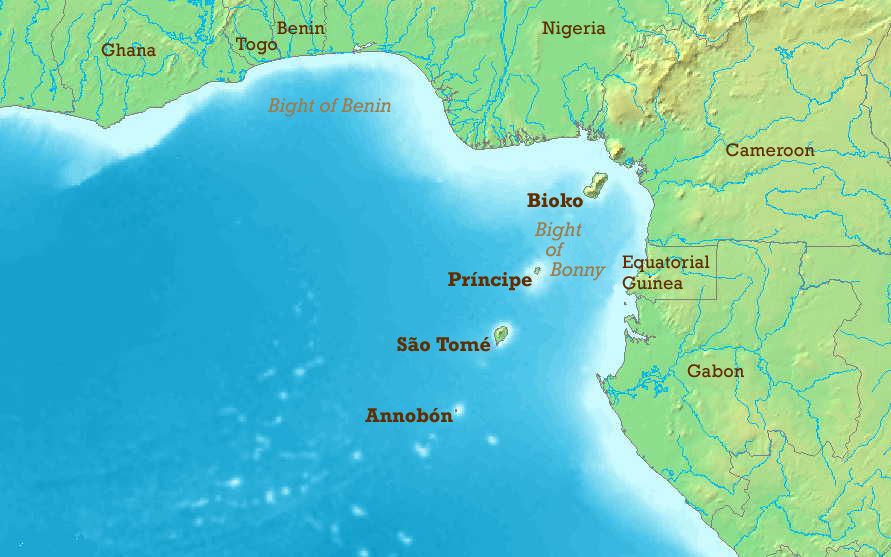
Mapa da região do Golfo da Guiné

O Fa d'Ambô é falado majoritariamente na Ilha de Ano-Bom, isolada do continente por aproximadamente 360 quilômetros, no entanto há registro de falantes na região continental da Guiné Equatorial e na província de Bioco Norte, principalmente após diversas migrações internas dentro do país. Inclusive, em Malabo, capital do país, existem cursos voltados ao aprendizado do Fa d'Ambô. Internacionalmente, há relatos da língua falada em comunidades de imigrantes de Ano-Bom no Camarões, Gabão e Espanha.
Em Ano-Bom, a língua é dominante por toda a população, sendo que eles apenas utilizam o espanhol em documentos oficiais formais e nas escolas, onde aprendem gramática espanhola. Na cidade de Malabo, capital da Guiné Equatorial, onde há um grande número de falantes, essa língua se confronta com diversas outras, incluindo o castelhano, francês, português, algumas línguas nativas como o fangue e até mesmo o Pichi, uma língua crioula com base no inglês, baseado na língua crioula Krio, e a segunda mais falada no país.
A língua é muito próxima dos outros crioulos do Golfo da Guiné, principalmente por terem uma origem em comum, como o são-tomense, o principense e o angolar. Seu estrato é o português, mas também há a influência do castelhano como superstrato, uma vez que a Guiné Equatorial mantém, nos dias de hoje, o espanhol como língua oficial, além dos espanhóis terem exercido grande influência na formação política e histórica da Ilha de Ano-Bom.

## História

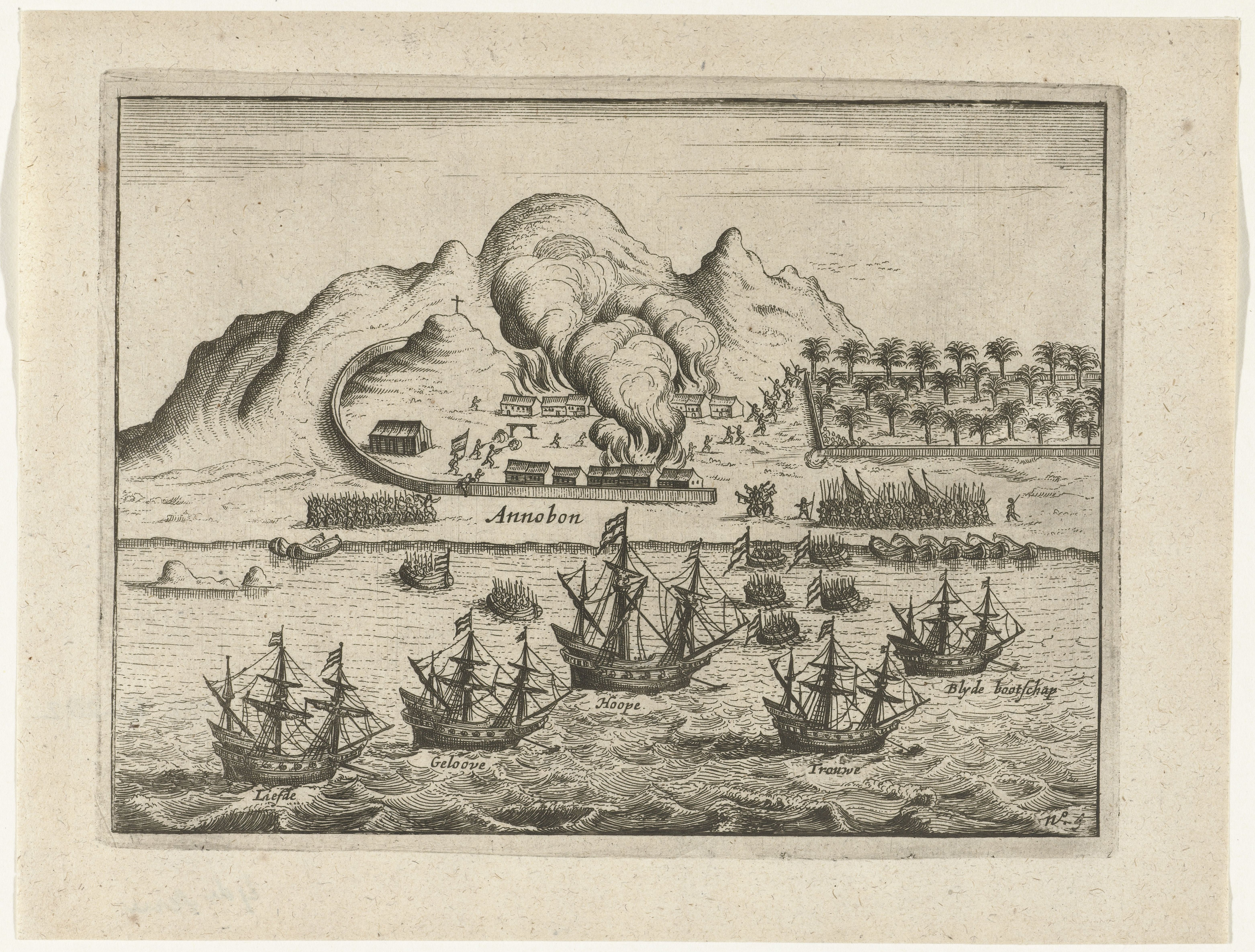
Obra retratando uma expedição para Ano-Bom, 1598

### Origem e formação da língua
A descoberta da Ilha de Ano-Bom por navegadores portugueses marcou a chegada da língua na ilha, que até então era inabitada. A data certa ainda é muito discutida, porém todos os dados apontam para o final do século XV, provavelmente num dia de 1º de janeiro (chamado de dia de Ano-Bom), e daí viria o nome da ilha. A fase de habitação, iniciada com sua descoberta, marca o início do povoamento na região da ilha, quando sua população era composta de escravos, funcionários da Coroa Portuguesa e comerciantes da região da Guiné. Com o tempo, Portugal passa a enviar prisioneiros e judeus para povoar a ilha, a fim de puni-los e convertê-los, porém a maior parte morria no percurso longo até chegar à ilha.
De sua descoberta até maio de 1777, a ilha foi uma colônia portuguesa. Após esse processo colonial, o território da ilha passou a integrar a Espanha em 1777, por meio do tratado El Pardo, até 1968, quando finalmente foi anexada pela República da Guiné Equatorial junto com a ilha de Bioco Norte em troca dos territórios de Santa Catarina, no Brasil e Sacramento, no Uruguai. Com um processo colonial lento, devido a diversos fatores geográficos e comerciais, a ilha foi praticamente inabitada ao longo do século XVI, com apenas a presença de representantes da Coroa portuguesa e sua guarda, que ainda assim não era constante.

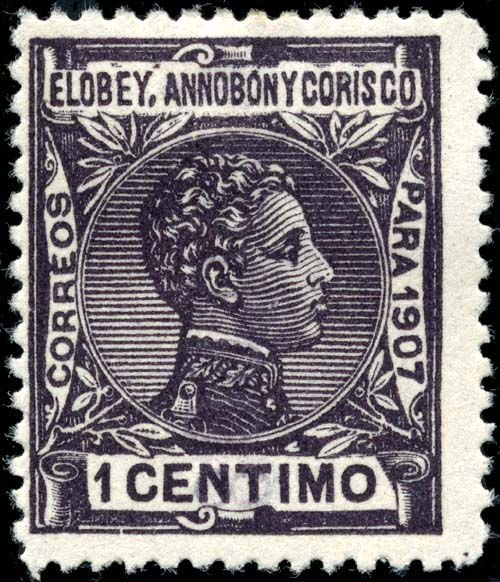
Selo da província de Ano-Bom do período espanhol, 1907

Os escravos que eram levados à Ilha de Ano-Bom ficavam periodicamente estabelecidos na Ilha de São Tomé, também colônia portuguesa na época, e era lá que eles tinham o primeiro contato com a língua falada na região, que já era uma língua crioula, o proto-crioulo que originou as demais línguas crioulas da região. Por conta desse contato, os escravos levavam a língua de São Tomé para a Ilha de Ano-Bom, onde ela passou por mudanças específicas ao ponto de se tornar uma outra língua crioula. Por todo o processo colonial e de exploração das ilhas do Golfo da Guiné, são diversas as línguas crioulas formadas nessa região, especialmente nos territórios de São Tomé e Príncipe e de Ano-Bom, onde surgiu a Fala de Ano-Bom, ou Fa d'Ambô.
O proto-crioulo do Golfo da Guiné surgiu na Ilha de São Tomé na primeira metade do século XVI. Por mais que, hoje em dia, as quatro línguas originárias não sejam inteligíveis entre si, há diversas indicações de que se originaram de uma mesma língua, que aparece pela primeira vez a partir de 1515, com a expansão do contato entre colonos e povos escravizados oriundos do Delta do Níger, que eram grande maioria em relação aos falantes do português; sendo que a maior parte dos africanos eram etnicamente bantus e benineses. A primeira separação do proto-crioulo do Golfo da Guiné ocorreu por volta da metade do século XVI, com a ida de alguns escravos para a Ilha do Príncipe e para a Ilha de Ano-Bom, enquanto outros escravos fugidos e recém-chegados formavam quilombos e os demais seguiam realizando o trabalho forçado na Ilha de São Tomé, dando origem a quatro línguas crioulas distintas que se diferenciaram por conta do isolamento e do diferente contato com a língua portuguesa: o santome, também conhecido como forro ou são-tomense, falado na Ilha de São Tomé; o lung'ie ou principense, falado na Ilha do Príncipe; e o ngolá ou angolar, falado na ponta sul da Ilha de São Tomé, onde quilombos foram formados pela comunidade angolar; por fim, o Fa d'Ambô, falado na Ilha de Ano-Bom.
Diferente das demais línguas-filhas do proto-crioulo do Golfo da Guiné, o Fa d'Ambô foi a única que, posteriormente, passou a ser falada numa região dominada pela Coroa Espanhola em 1778, sendo o principal fator que permite uma especiação maior dessa língua em relação às outras.

### Fa d'Ambô antigo
A primeira fase do Fa d'Ambô foi denominada de antiga, e é marcada pelas características religiosas e tradicionais, muito mais próximo da língua portuguesa do que o Fa d'Ambô que conhecemos hoje. A língua se mesclou com elementos da língua latina que eram utilizados por portugueses que habitavam a região. A diferenciação a partir do português foi iniciada pela imposição da língua aos escravos que até então nunca tinham tido esse contato, o que permitiu certos "sintomas" de suas línguas nativas na língua que eles agora estavam aprendendo de forma forçada.
Essa língua crioula era usada principalmente em cerimônias religiosas e missas, uma vez que seria uma profanação herética utilizar línguas consideradas sujas para realizar esses atos sagrados para a religião católica. Por conta desse aspecto social específico, há a denominação de "socioleto" para o Fa d'Ambô antigo ou uma variedade sociolinguística, que apenas viria a se tornar língua com o uso cotidiano dela pelos habitantes de Ano-Bom.
Na tabela a seguir estão exemplos que evidenciam a maior proximidade do Fa d'Ambô antigo com o português:
| Fa d'Ambô antigo              | Fa d'Ambô atual           | Português             |
| ----------------------------- | ------------------------- | --------------------- |
| pelesiosa [pɛlɛ'sjoːsḁ]       | fôomôza [foː'mozḁ]        | preciosa / formosa    |
| jaschidayi [xɑst͡ʃi'dɑd͡ʒi̥]     | jastidayi [xɑsti'dɑd͡ʒi̥]   | castidade             |
| nosa mãi ['nosa mãj]          | mẽ' nõ ['mẽː 'nõː]        | nossa mãe / mãe nossa |
| noso pai ['nɔsɔ 'paj]         | pe' nõ ['peː 'nõː]        | nosso pai / pai nosso |
| minyicoloyia [miɲd͡ʒik'lɔd͡ʒja] | minyicoyi [miɲd͡ʒi'kɔːd͡ʒi̥] | misericórdia          |

### Fa d'Ambô atual

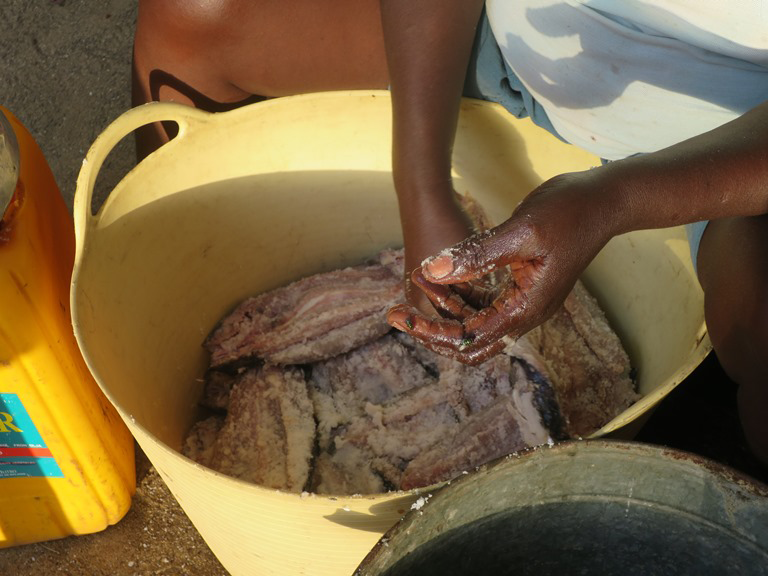
Peixe salgado, típico do povo de Ano-Bom

Por ser uma língua crioula não-oficializada por nenhum Estado, o Fa d'Ambô foi por muito tempo apenas falado. A primeira escrita da língua foi por meio de estudos gramaticais descritivos a partir de 2008, onde já se impôs o uso do alfabeto latino.
Atualmente, quase todos os falantes do crioulo de Ano-Bom falam mais de uma língua, sendo também fluentes em espanhol, francês ou português, uma vez que são a línguas oficiais da Guiné Equatorial. Além de influenciar na fala, a gramática dessas línguas são ensinadas na escola, o que faz com que elas sejam mais bem descritas. Por outro lado, a gramática do Fa d'Ambô é muito pouco descrita em textos, já que os falantes nunca se preocuparam em analisar as construções sintáticas da língua.
Conforme o tempo passa, cada vez mais a fala dos jovens vai se diferenciando da fala dos mais velhos, principalmente nas regiões continentais, como em Malabo, uma vez que o contato com línguas institucionalizadas acabam gerando mudanças profundas na maneira como a língua crioula é tratada.

### História da escrita
Apesar de se desenvolver ao longo do século XVI, a língua só foi registrada pela primeira vez em 1888, pelo linguista especializado em línguas crioulas Hugo Schuchardt.
As gramáticas descritas da língua eram, a princípio, todas publicadas apenas em espanhol. O primeiro relato de publicação é de 1891, pelo padre Isidro Vila, baseado nos modelos das gramáticas das línguas latinas; algo semelhante foi feito pelo padre Barrena em 1957, tendo ele morado por muitos anos na ilha. Ambos esses estudiosos eram membros da Congregación de los Misioneros Hijos del Inmaculado Corazón de Maria.
A partir de 2008, os estudiosos da língua passam a utilizar a escrita pelo alfabeto latino para descrever uma nova gramática descritiva da língua. Em 2010, Zamora Segorbe, o principal estudioso dessa língua na contemporaneidade, baseando-se na filologia românica, publica a obra Gramática Descritiva de Fa d'Ambô. Mais recentemente, em 2020, Zamora Segorbe publica, junto com Tjerk Hagemeijer e Philippe Maurer-Cecchini, a obra Gramática de Fa d'Ambô, sob uma perspectiva mais crioulística e tipológica do que as descrições anteriores.
Em relação à ortografia, Segorbe trouxe uma visão menos baseada nas regras gramaticais espanholas, como era muito presente na obra de Silva. As novidades foram várias, como o apagamento de algumas consoantes e dígrafos, como <c> e <tj>, que representavam o som de [d͡ʒ], como na palavra portuguesa "dia" em algumas variantes brasileiras.

### Proto-crioulo do Golfo da Guiné
O processo de crioulização ocorre na presença de uma língua politicamente dominante e uma ou várias outras línguas que não apresentam prestígio social. Esse processo permite que tracemos com muito mais clareza o início dessa língua, mesmo que não tenhamos documentos que de fato a descrevam, porém numa simples análise histórica. Com a influência de diversas línguas nígero-congolesas, o português imposto na região da Ilha de Ano-Bom passou a sofrer processos de transformação linguística, a partir da fase de plantação, quando o uso da mão-de-obra escrava atingiu seu ápice. Estima-se que, na época, o número de escravos na região era em torno de 9.000 a 12.000.

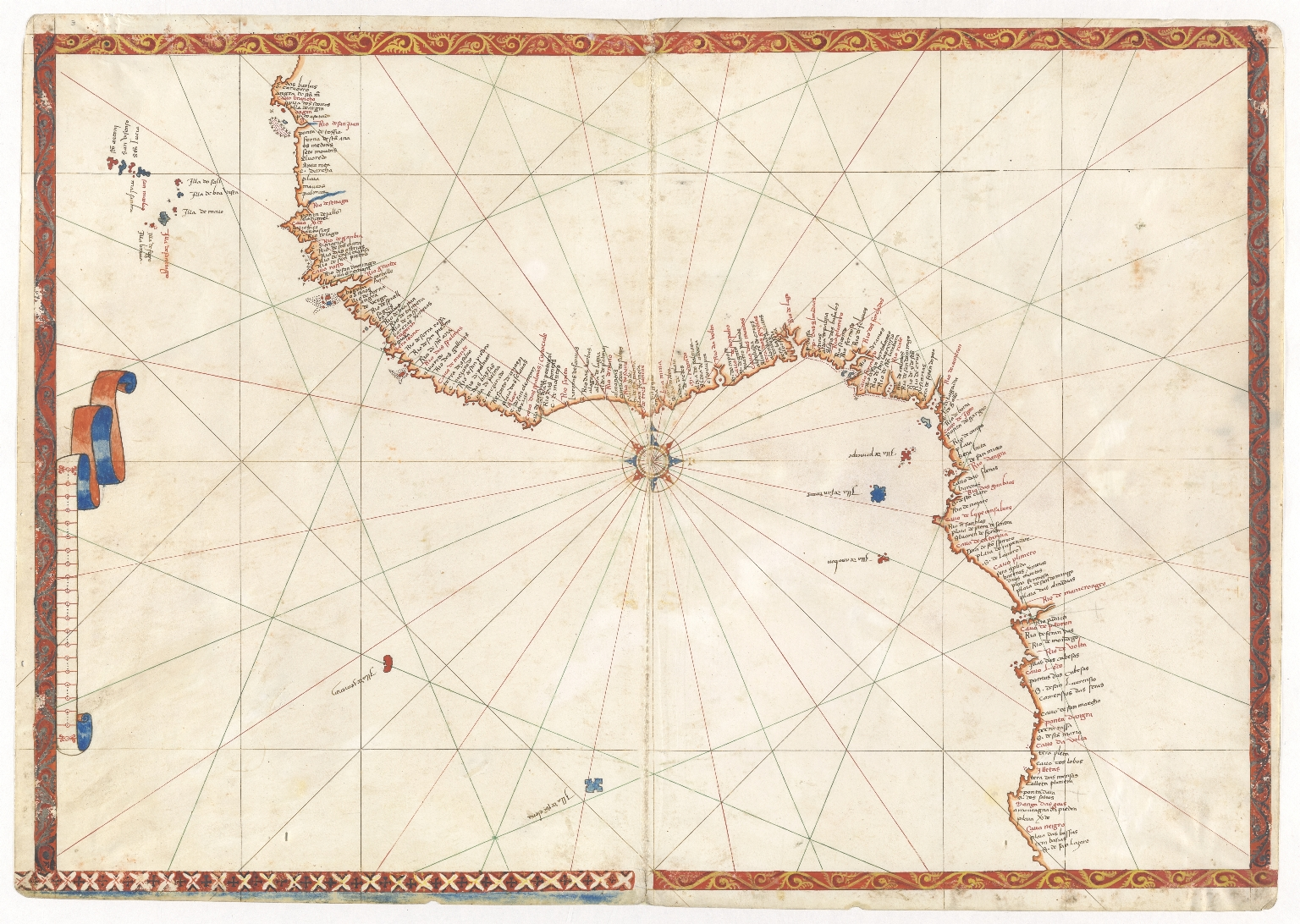
Mapa da Costa Oeste da África indicando as ilhas de São Tomé, Príncipe e Ano-Bom, 1511

Os escravos oriundos da Ilha de São Tomé que foram levados para a Ilha do Príncipe falavam majoritariamente o proto-crioulo, que sofre uma especiação a partir do momento de separação geográfica desses escravos em relação aos demais que se mantiveram em São Tomé, e essa língua passa a ser conhecida como lung'ie. Uma diferença histórica que acentua a especiação é a ida de diversos escravos do Delta do Níger, onde se falavam as línguas edoídes, para a Ilha do Príncipe de maneira direta. Enquanto isso, em 1520, São Tomé recebeu um grande contingente de cativos do Congo e da Angola, onde se falavam as línguas bantas.
O protocioulo também passou a ser transportado por meio dos escravos que eram levados à Ilha de Ano-Bom, onde formou-se o Fa d'Ambô num processo muito mais influenciado pelos espanhóis que passaram a dominar a ilha em 1778. Os indivíduos que permaneceram na Ilha de São Tomé passaram por um processo de separação geográfica quando alguns grupos escaparam da capital e formaram quilombos que pertenciam a um novo grupo étnico, os angolares. O crioulo que continuou sendo falado na capital de São Tomé deu origem ao santome, ou forro. Com a saída dos portugueses da capital no início do século XVII, a evolução do santome passa a ser mais livre do português, e daí explica-se uma especiação mais voltada às suas origens africanas. Enquanto isso, o grupo dos angolares, formados majoritariamente por indivíduos etnicamente bantus, formaram a língua ngolá, literalmente angolar. Essas duas últimas línguas, por serem faladas na mesma ilha, coexistiram com proximidade, gerando relações linguísticas mais próximas se comparadas às outras duas línguas.

## Fonologia
O sistema fonológico do Fa d'Ambô é formado por sete vogais e vinte consoantes, é muito semelhante ao português, seu estrato, porém se diferencia com o acréscimo de alguns sons consonantais e decréscimo de outros e também com o fenômeno de alongamento vocálico. Um fenômeno interessante é que, sempre que a última sílaba de uma palavra for átona e terminar em vogal, essa vogal é desvozeada.
A fonologia da língua é um dos aspectos de mais intensa discussão acadêmica, uma vez que muitos registros se ocuparam em descrever uma gramática e poucos em descrever um quadro fonológico preciso. Muitos fonemas aparecem e desaparecem da história da língua de acordo com diferentes estudos, como a consoante /β/ e a vogal /ɑ/.

### Consoantes
O quadro consonantal do Fa d'Ambo se diferencia do português com a retirada da consoante vibrante simples alveolar [ɾ] e da vibrante múltipla alveolar [r] e com a presença da fricativa velar surda [x], que em algumas palavras substitui a original presença da plosiva velar surda [k]. A letra /i/ serve como modificadora de sons consonantais, marcando os sons [ɲ], [ʃ] e [d͡ʒ], semelhante ao que ocorre em variantes do português faladas no Brasil.
Há distribuição complementar entre [ʃ] e [s] e entre [d͡ʒ] e [z], uma vez que os primeiros aparecem sempre antes da vogal /i/ e os outros aparecem antes das demais vogais. Além das consoantes marcadas na fala geral do Fa d'Ambô, há registros que apontam a existência da nasal velar [ŋ] em casos onde, de forma geral, se aplicaria a nasal palatal [ɲ]. Ambos esses sons nasais mantêm distribuição complementar com a nasal alveolar [n], sendo que as primeiras são seguidas pela vogal /i/ e a segunda pelas demais vogais.
Há quatro tipos de consoantes plosivas pré-nasalizadas, comum em palavras da família nígero-congolesa: /mb/, /mp/, /nd/ e /ng/. As palavras com esse tipo de encontro são sempre de origem africana, como mbasa (costela), ampan (pão), ndabo (casa) e ngudi (trovão).
|             | Bilabial | Labiovelar | Labiodental | Alveolar | Pós-Alveolar | Palatal | Velar |
| ----------- | -------- | ---------- | ----------- | -------- | ------------ | ------- | ----- |
| Plosiva     | p b      |            |             | t d      |              |         | k ɡ   |
| Africada    |          |            |             |          | t͡ʃ d͡ʒ        |         |       |
| Nasal       | m        |            |             | n        |              | ɲ       | (ŋ)   |
| Fricativa   |          |            | f v         | s z      | ʃ ʒ          |         | (x)   |
| Aproximante |          | w          |             |          |              | j       |       |
| Lateral     |          |            |             | l        |              | ʎ       |       |

Fricativa velar surda
A consoante fricativa velar surda /x/ é um fonema que existe no Fa d'Ambô e é novidade em relação às suas línguas irmãs e ao protocrioulo do Golfo da Guiné. Sua origem veio a partir da consoante oclusiva velar surda /k/ sendo neutralizada como [x] ao preceder a vogal [a] em sílabas pretônicas, como na palavra piskhado (pescador), pronunciada como [pisxa'do] que deriva da pronúncia [piska'do]. Em sílabas tônicas, porém, /k/ permaneceu constante, como na palavra piska (pescar), pronunciada como [pis'ka].
Sendo [x] variante em relação a /k/, alguns estudiosos da língua, como Manuele Bandeira, não o considera um fonema, argumentando que houve historicamente uma concorrência entre o uso dessas duas consoantes, sendo que o [x] provavelmente foi introduzido à língua crioula de Ano-Bom posteriormente ao período de disseminação do protocrioulo do Golfo da Guiné. As teorias de que essa consoante teria sido introduzida pelo espanhol, no entanto, foi refutada por outros pesquisadores, que perceberam uma falsa relação entre os cognatos. Portanto, muitos dos pesquisadores, como Segorbe, consideram a existência de dois fonemas separados, uma vez que não há uma variação livre e existem pares mínimos, como kama [ka'ma] (cama) e xama [xa'ma] (escamar).
O uso da fricativa velar surda [x] já foi contestado por outras populações ao redor da Ilha de Ano-Bom, por estar presente unicamente no Fa d'Ambô, porém ela segue sendo utilizada até os dias de hoje, sendo marcada na escrita pelo dígrafo /kh/ ou mesmo pela letra /x/.

### Vogais
Diferente da língua portuguesa, o Fa d'Ambô faz diferenciação entre vogais curtas e longas, além de todas as vogais poderem ser faladas de forma nasal. Uma vogal longa é indicada pela repetição da respectiva letra na escrita da palavra.
A vogal [ɑ] é registrada porém nem sempre reconhecida como fonema, uma vez que pode ser considerada apenas uma variação ocasional da vogal /a/.
|             | Anterior | Posterior |
| ----------- | -------- | --------- |
| Fechada     | i        | u         |
| Semifechada | e        | o         |
| Média       |          |           |
| Semiaberta  | ɛ        | ɔ         |
| Aberta      | a        | (ɑ)       |

### Fonotática
No geral, a preferência na formação silábica das palavras é sempre de uma vogal seguindo uma consoante ou vice-versa, quando a sílaba se inicia em vogal. Apesar de não ser uma regra, as palavras normalmente terminam em uma vogal ou em uma glide, que tem som vocálico de /i/ ou /u/ porém são representada, respectivamente, pelas letras <y> e <w>.
As sílabas se separam em duas partes: o ataque (onset) e a rima, sendo essa segunda separada entre núcleo e coda. No Fa d'Ambô, as sílabas podem não apresentar ataque, quando elas se iniciam com uma vogal (núcleo), podem apresentar ataque de duas consoantes, como é o caso de encontros consonantais como o da palavra xkêêvê (escrever) ou mesmo para a pré-nasalização de uma consoante, e também pode ser composto por uma consoante e uma glide. O núcleo de uma sílaba é, de forma geral, uma vogal; porém, em palavras derivadas das línguas africanas, pode ocorrer uma consoante nasal silábica [n̩, m̩, ɲ̩]. Por fim, a coda de uma sílaba, sua parte final, pode também ser inexistente, quando a vogal for a última letra da sílaba, por exemplo, mas também pode ser uma glide ou uma consoante (porém nunca uma consoante quando essa sílaba for a última da palavra.
Na tabela acima, o símbolo grego σ representa a sílaba, a letra C representa consoante, a letra V representa vogal, a letra G representa glide e o símbolo Ø representa inexistência. Portanto, a menor sílaba possível de ser formada é de uma vogal única, como na palavra opa, onde <o> é uma sílaba com ataque e coda inexistente. 
Após a formação CV, que é a mais comum, destacam-se as sílabas de formação V, seguidas, em ordem, pelas sílabas CVC, CCV, CVV e VC, sendo essa última presente em menos de 1% das palavras registradas da língua.

### Transformações fonológicas
A duração de uma vogal está associada a processos históricos de apagamento de estrutura e de ressilabificação, servindo de compensação para uma consoante apagada, normalmente na sílaba tônica, como por exemplo a palavra peetu ['pɛːtu], que no português se escreve "preto" e no são-tomense se escreve pletu, ou seja, a consoante /r/ é apagada e compensada pelo alongamento vocálico.
Nas línguas bantas, substrato do Fa d'Ambô, não possuem artigos definidos, e por conta disso, os artigos definidos do português (o, a, os, as) foram reinterpretados nas palavras da língua crioula. A palavra "mar", por exemplo, virou omali, a partir da interpretação com o artigo definido "o mar". Isso também ocorre com os artigos plurais formando palavras no plural ou palavras novas, como zalma, que surgiu a partir da interpretação de "as almas" e significa literalmente isso, e zawa, que surge da interpretação literal de "as águas" porém sua tradução é "urina", sendo essa uma reinterpretação semântica a partir das transformações fonológicas. Outro fenômeno oriundo das línguas bantus é a pré-nasalização de consoantes, ocasionando os encontros consonantais /mb/ e /mp/. A palavra ampan, representa esses dois fenômenos, uma vez que o /m/ pré-nasaliza o /p/, que seria sua correspondente não-nasal, e o /a/ é oriundo do artigo definido, provavelmente presente no proto-crioulo do Golfo da Guiné.
Por conta de uma preferência fonotática de consoantes seguidas de vogais, os fenômenos de epêntese e epítese são muito comuns, ou seja, a adição de segmentos no meio ou no final das palavras. No Fa d'Ambô, esse fenômeno é comum no final de palavras que, originalmente, terminavam em consoantes, como a palavra alôsô que é oriunda da palavra em português "arroz" ou mesmo para evitar o encontro consonantal não-desejado, como na palavra khatulu, oriunda da palavra "quatro" que apresentava encontro consonantal /tr/, inexistente na língua crioula de Ano-Bom.

### Variações
Em relação às variações da língua falada em diferentes regiões, não há relatos de que haja diferenças significativas na fala da população nativa, porém há influências maiores do castelhano e do francês nos falantes da região continental da Guiné Equatorial, uma vez que o contato é maior. Em Malabo, por exemplo, onde se encontram falantes da língua, os habitantes são ensinados a falar e escrever em castelhano; isso se reflete na maneira como falantes da parte continental se diferenciam dos falantes de Ano-Bom.
Além disso, há uma diferença contrastante na maneira como as pessoas mais jovens e mais velhas usam a língua, também provavelmente devido à maior influência das línguas institucionais na fala das pessoas mais jovens, que tiveram menos contato com o Fa d'Ambô que era dominante em comunidades mais isoladas, como acontece até hoje na ilha de Ano-Bom.
Fa du Vesu
O Fa do Vesu é um jogo linguístico que significa, literalmente "fala do avesso". Um jogo linguístico é uma variação criada artificialmente pelos falantes de uma língua, utilizando mudanças fonéticas nas palavras para transformarem sua fala e disfarçarem seu significado, semelhante à Língua do P, variação do português falado no Brasil e em Portugal. 
O jogo consiste em adicionar uma sílaba no final de cada sílaba da palavra original. A sílaba adicionada é CV, sendo que a consoante é sempre /p/ e a vogal é a mesma da sílaba anterior. Por exemplo, a palavra bô (você) seria dita bôpô. No caso de palavras com estrutura CVCV, a adição pode acontecer com todas as sílabas, porém se a última for átona, é opcional, como a palavra gavu (bonito), que poderia ser dita como gapavu ou como gapavupu, uma vez que a última sílaba é átona. Porém, no caso da palavra sêbê, onde a última sílaba é tônica, a palavra seria dita sempre como sêpêbêpê. Em sílabas sem um ataque, o padrão se repete da mesma maneira, como a palavra osu (você), que é falada como oposu ou oposupu, uma vez que a última sílaba é átona, e a palavra opa (árvore), que sempre é falada como ôpôpapa. Quando a sílaba apresenta coda, como aquelas que terminam em consoantes, a partícula final é levada para o fim da palavra, como kum (comer) que é falado como kupum e xabal (cavalo) que é falado como xapabapal. 
A sílaba tônica da palavra formada sempre será a sílaba adicionada referente à sílaba tônica original. Por exemplo, a palavra sêpêbêpê, cuja sílaba tônica é o segundo /pê/, uma vez que a palavra original sêbê apresenta /bê/ como sílaba tônica. Em encontros consonantais como /pl/ ou /sk/, é adicionada uma vogal após a primeira partícula, normalmente /u/, como na palavra kumpla (comprar), que é falada como kupumpulapa, ou adiciona-se uma sílaba depois de cada consoante, como na palavra skwela (escola), que é falada como supukwepela ou supukwepelapa. 
Quando a vogal da sílaba original é longa, a vogal da sílaba adicionada repete o padrão, como a palavra baabêlu (médico), que é falada como baapaabêpêlupu ou baapaabêpêlu. Por fim, as regras podem entrar em conjunto para formar sílabas mais complexas, como na palavra baanku (branco), que é falada como baapaanku, onde a regra da vogal longa e da coda se unem formando a sílaba adicionada /paan/.

## Ortografia
A maior parte dos sons e letras funciona de forma semelhante ao português e outras línguas latinas, os casos de exceção estão listados na tabela abaixo, assim como os casos de homografia e homofonia. As letras <c> e <q>, presentes no português, não são encontradas nessa língua, assim como em diversos outros crioulos de base portuguesa, uma vez que seus fonemas são representados pelas letras <k> e <s>.
Para indicar que a vogal <e> representa o fonema /e/ ou que a letra <o> representa o fonema /o/, utiliza-se o acento circunflexo.
| Fonema | Letra/dígrafo que o representa |
| ------ | ------------------------------ |
| /x/    | kh ou x                        |
| /ʃ/    | x                              |
| /ʒ/    | j ou y                         |
| /d͡ʒ/   | j ou y                         |
| /t͡ʃ/   | tx                             |
| /ɲ/    | ni                             |
| /ʎ/    | ll ou lh                       |
| /e/    | e                              |
| /ɛ/    | e                              |
| /i/    | i ou y                         |
| /o/    | o                              |
| /ɔ/    | o                              |

### Escrita
Assim como o restante da ortografia e gramática, não é possível formular um alfabeto oficial, uma vez que todos estudos foram feitos por pessoas à parte da comunidades falantes.
| Letra | Aproximação no português                                                        |
| ----- | ------------------------------------------------------------------------------- |
| Aa    | /a/ como em "janela"                                                            |
| Bb    | /b/ como em "nabo"                                                              |
| Dd    | /d/ como em "dado"                                                              |
| Ee    | /e/ como em "menino" ou /ɛ/ como em "raquete"                                   |
| Ff    | /f/ como em "ofuscado"                                                          |
| Gg    | /g/ como em "água"                                                              |
| Hh    | modifica a consoante anterior k, l ou n                                         |
| Ii    | /i/ como em "sistema"                                                           |
| Jj    | /ʒ/ como em "igreja" ou /d͡ʒ/ como em "medida" em algumas variantes do português |
| Kk    | /k/ como em "ábaco"                                                             |
| Ll    | /l/ como em "escola"                                                            |
| Mm    | /m/ como em "esmola"                                                            |
| Nn    | /n/ como em "penico"                                                            |
| Oo    | /o/ como em "ovo" ou /ɔ/ como em "mole"                                         |
| Pp    | /p/ como em "pepino"                                                            |
| Ss    | /s/ como em "salsa"                                                             |
| Tt    | /t/ como em "teatro"                                                            |
| Uu    | /u/ como em "saúde"                                                             |
| Vv    | /v/ como em "válvula"                                                           |
| Ww    | /w/ como em "pueril"                                                            |
| Xx    | /ʃ/ como em "peixe" ou /x/ como em "rato" em algumas variantes do português     |
| Yy    | /i/ como em "sistema", /j/ como em "ioiô" ou os mesmos sons de Jj               |
| Zz    | /z/ como em "casa"                                                              |

Os falantes da língua crioula de Ano-Bom utilizam o alfabeto latino na escrita, com relatos a partir de 2008. Não há um órgão regulador da ortografia e da escrita para a língua, justamente por não ser língua oficial de nenhum Estado e porque os falantes nativos, atualmente, aprendem outras línguas desde cedo e, portanto, não se preocupam em estabelecer acordos ortográficos ou de escrita.

## Gramática
Há poucas descrições da gramática do Fa d'Ambô, uma vez que não há uma regulação dos falantes nativos e, por não estar em processo de descrioulização ou de extinção, não houve preocupação acadêmica em descrever a gramática a fim de preservá-la. No entanto, Isidro Vila e Zamora Segorbe foram grandes estudiosos que, dentre outras coisas, dedicaram-se à formulação de uma gramática do Fa d'Ambô. Mesmo com muitas divergências nas gramáticas descritivas, uma vez que a diferença temporal é de mais de um século, é possível encontrar traços comuns e que condizem com a realidade atual da língua.

### Artigos
Como nas línguas bantas, o Fa d'Ambô não apresenta uso de artigos definidos, como "o" e "a" em português. No entanto, o artigo indefinido an ou wan é amplamente utilizado para introduzir conceitos indefinidos, semelhante ao uso de "um" e "uma" no português. Portanto, a frase mẽ sêbê'f, sa wan pai sê da pãdê gavu pode ser traduzida como "eu não sei, é alguém que sabe tocar guitarra bem"; nesse exemplo, a partícula wan (alguém) aparece para introduzir um conceito indefinido e a palavra pai (senhor) serve de complemento para indicar que a pessoa à qual a frase se refere é um homem desconhecido. A versão plural do artigo indefinido é zugwan.

### Pronomes
Os pronomes no Fa d'Ambô se dividem em pessoais, possessivos, demonstrativos, relativos e indefinidos.

#### Pronomes pessoais
Na segunda pessoa, tanto do singular quanto do plural, há duas formas de se referir a um indivíduo, sendo uma delas bô ou namisedyi, utilizada com adultos, enquanto axi ou vutulu é utilizada com crianças ou de forma pejorativa a adultos. Além disso, como variação regular de bô, pode ser utilizado o pronome osu, de igual valor, assim como êli pode ser substituído pelas formas mais simples ê e i sem que haja mudança no sentido. Por fim, o pronome da 1ª pessoa do plural também pode ser intercalado entre nô e nõ.
O pronome amu pode ser substituído por am' ou m' quando acompanhado por um verbo ou complemento do sujeito.
|          | 1ª             | 2ª                 | 3ª          |
| -------- | -------------- | ------------------ | ----------- |
| singular | amu / am' / m' | bô / axi / osu     | êli / ê / i |
| plural   | nô / nõ        | namisedyi / vutulu | inêni       |

|          | 1ª      | 2ª                 | 3ª      |
| -------- | ------- | ------------------ | ------- |
| singular | mu / m' | bô / axi / osu     | li / 'l |
| plural   | nô / nõ | namisedyi / vutulu | inêni   |

#### Pronomes possessivos
Para a demonstração de posse, nem sempre é necessário que se utilize os pronomes possessivos, como na frase ope nô, que significa "nossos pés" e utiliza apenas o pronome pessoal após o substantivo. Em sentenças simples, isso é aceitável pois não há uma outra forma de interpretá-la, uma vez que uma frase "nós pés" não teria coerência.
Para a primeira e segunda pessoa do singular, é mais comum que se utilize os pronomes possessivos mu e tô. Com exceção da primeira pessoa do singular, todos os pronomes possessivos têm sua forma baseado na junção da preposição di, que indica posse, e o pronome pessoal.
|          | 1ª    | 2ª                 | 3ª                |
| -------- | ----- | ------------------ | ----------------- |
| singular | mu    | tô / di bô / d'osu | dêli              |
| plural   | di nô | di namsedyi        | di inêni / dinêni |

#### Pronomes demonstrativos
Para a formação do plural dos pronomes demonstrativos, insere-se o pronome pessoal inêni antes do pronome demonstrativo singular, uma vez que inêni serve como partícula que denota plural. Para indicar neutralidade, como quem diz "aquela coisa", utiliza-se a partícula kusa antes do pronome demonstrativo, que significa literalmente "coisa". De maneira informal, o pronome isala pode ser substituído por simplesmente la. 
Quando o referencial é uma pessoa, utiliza-se a partícula gwê junto com o pronome demonstrativo. O pronome say, por exemplo, se torna gwêsay, e a letra <ê> é contraída nos demais, por iniciarem com uma outra vogal, por exemplo o pronome isay, que se torna gwisay.
|          | 1ª        | 2ª         | 3ª          |
| -------- | --------- | ---------- | ----------- |
| singular | say       | isay       | isala       |
| plural   | inêni say | inêni isay | inêni isala |
| neutro   | kusa say  | kusa isay  | kusa isala  |

#### Pronomes relativos
Diferente do português, que abriga uma quantidade grande de pronomes relativos, na língua Fa d'Ambô há registro de apenas dois usados cotidianamente de forma regular, sendo um para se referir a pessoas e outro que serve para quaisquer outros tipos de referenciais, como lugares, tempos, animais, etc. Respectivamente, o primeiro é ke, que também pode ser escrito como kê e, e o segundo é gwixi.
Em relação ao pronome ke ou kê, sua pronúncia e escrita podem mudar em casos onde a primeira sílaba da palavra seguinte for ka, ko ou ku. Nesses casos, o pronome se torna, respectivamente, ka, ko ou ku para que haja harmonia silábica entre as palavras.

#### Pronomes indefinidos
No geral, com exceção do pronome nan, todos apresentam a partícula gwê, utilizada para se referir a uma pessoa. No entanto, quando a pessoa é explicitada por outra palavra, essa partícula é apaga. Por exemplo, o pronome jwangwê, que significa literalmente "alguém" ou "alguma pessoa" pode se tornar jwan napay (algum homem), uma vez que a palavra para napay (homem) já indica que o referencial é uma pessoa.
É interessante também notar como a partícula de negação f aparece no final dos pronomes indefinidos que indicam negação, como em jwangwê'f (ninguém) e zugwanja'f (nada).
| Fa d'Ambô  | Português        |
| ---------- | ---------------- |
| nan        | um               |
| jwangwê    | algum / alguém   |
| jwangwê'f  | nenhum / ninguém |
| zugwan     | algo             |
| zugwanja'f | nada             |

### Substantivos
Os substantivos são quase todos empréstimos adaptados de palavras do português e do espanhol. Pela semelhança entre essas duas línguas, é difícil dizer exatamente qual palavra é oriunda de cada língua. Porém, sendo o processo de crioulização a partir do português, estima-se que a maior parte dos substantivos venham daí, além de alguns outros empréstimos de línguas africanas.

#### Nomes próprios
Assim como no português, a língua Fa d'Ambô apresenta diferenciação entre nomes próprios e comuns, sendo o primeiro referindo-se a uma pessoa ou coisa determinada, como nomes e lugares, e o segundo utilizado para se referir a coisas de forma geral, como animais e objetos.
Em relação aos nomes próprios, não há declinações de gênero ou número, e é interessante a maneira como eles foram adaptados de nomes de origem portuguesa ou do restante da Europa, com o apagamento de diversas letras, principalmente consoantes, para uma harmonização mais simples e coesa com o restante da língua.
| Nome de origem | Nome na língua Fa d'Ambô |
| -------------- | ------------------------ |
| José           | Zue                      |
| João           | Zua                      |
| Pedro          | Pedul                    |
| Antônio        | Toni                     |
| Lorenzo        | Leenzu                   |
| Manuel         | Menee                    |
| Maria          | Mali                     |
| Bárbara        | Bablaa                   |

#### Gênero e número
Em relação aos nomes comuns, é notável a diferenciação entre gênero e número, assim como também ocorre no português e em outras línguas românicas, como o espanhol.
Os gêneros não são evidenciados para se referir a pessoas, sendo que até mesmo o pronome utilizado é o mesmo. Diferente do português, que utiliza gênero em todos os objetos animados e inanimados, na língua Fa d'Ambô, a diferenciação entre masculino e feminino se dá apenas para os animais. Utiliza-se a palavra napay para os animais masculinos, e a palavra namay ou myela para os animais femininos.
A separação entre substantivo singular e plural não é comum, logo as palavras nem sempre sofrem declinação. Quando se faz necessário indicar pluralidade nessas palavras, utiliza-se os adjetivos alimidu, mõxi ou muytu, sendo que todos significam "muito". Em outros casos, pode ocorrer a reduplicação de uma sílaba da palavra no seu início, como a palavra mina (menino) que tem sua forma plural como namina (meninos), ou mesmo a reduplicação da palavra inteira, para representar uma totalide, como ngolo-ngolo (todas as conchas).

### Adjetivos
Os adjetivos podem ser divididos em dois tipos, qualificadores e determinativos. O primeiro deles é o grupo que adiciona uma qualidade, negativa ou positiva para o objeto (como "bonito" ou "grande"), enquanto o segundo indica um estado (como adjetivos numerais e de localidade).

#### Adjetivos qualificadores
O grupo dos adjetivos qualificadores pode ser dividido entre positivo, comparativo e superlativo. Respectivamente, o primeiro é aquele que qualifica simplesmente o substantivo, como va (alto) e basu (baixo); o segundo é aquele que expressa a qualidade em comparação com outros substantivos, onde se utiliza a palavra mayxu (mais), como em va mayxu (mais alto); o terceiro é aquele a qualidade como um nível supremo em relação a todos os demais substantivos, e para isso utiliza-se a palavra muytu (muito), como em va muytu (o mais alto / muito alto). Para indicar uma maior intensidade, também pode ocorrer a reduplicação silábica, como a palavra fêô (feio) que pode virar fêfêô (muito feio).

#### Adjetivos determinativos
Além dos pronomes demonstrativos, que podem ser utilizados como adjetivos determinativos, alguns outros exemplos são tudu (tudo / todo), kixi (pouco) e mõxi (muito). Além disso, os adjetivos numerais também se enquadram nessa categoria, e são descritos na tabela:
| Número | Escrita em Fa d'Ambô           |
| ------ | ------------------------------ |
| 1      | uni / unya                     |
| 2      | dôsu / dôsy                    |
| 3      | tisy(i)                        |
| 4      | khatul(u)                      |
| 5      | syinku                         |
| 6      | sesy                           |
| 7      | setê                           |
| 8      | utu                            |
| 9      | nôv(i)                         |
| 10     | (an)dêsyi                      |
| 11     | andêsyi ku uni                 |
| 12     | andêsyi ku dôsu                |
| 20     | andêsyi dôsu                   |
| 21     | andêsyi dôsu ku uni            |
| 22     | andêsyi dôsu ku dôsu           |
| 30     | andêsyi tisyi                  |
| 40     | andêsyi khatulu                |
| 50     | andêsyi syinku                 |
| 100    | amaw / sêntu                   |
| 200    | dôsu sêntu                     |
| 1000   | mili / andêsyi sêntu           |
| 2000   | dôsu milê / andêsyi dôsu sêntu |

### Verbos
Diferente da língua portuguesa e de outras línguas românicas, não há conjugação verbal que diferencie pessoa, gênero ou número, sendo que essa diferenciação ocorre apenas a partir do pronome utilizado. Quando seguido por um verbo, o pronome pessoal para a primeira pessoa do singular amu é contraído para m, como m'sa, que significa "eu sou".

#### Tempo, modo e aspecto verbal
Os verbos não sofrem declinação na maior parte dos casos, com exceção do pretérito mais-que-perfeito, onde há declinação irregular de alguns verbos.
Para a marcação de tempo, modo e aspecto verbal, é possível separar em dois grupos de modificadores: as expressões e as partículas. As expressões são frases ou palavras que modificam o verbo e, portanto, substituem o uso de partículas.
Para indicação de verbo imperativo, apenas utiliza-se o verbo em seu modo regular acompanhado pelo sujeito, como sa vutulu (sejam vocês).
A única declinação verbal regular se encontra nos verbos do particípio, que podem ser separados em quatro conjugações de acordo com a vogal final do verbo em sua forma regular, que pode ser -a (primeira conjugação), -e (segunda conjugação), -i (terceira conjugação) ou -o (quarta conjugação). Os sufixos utilizados no verbo para indicar particípio são, respectivamente, -adu, -idu, -idu e -ôdu.
| Verbo                  | Forma no particípio |
| ---------------------- | ------------------- |
| kumpla (comprar)       | kumpladu            |
| kumpêndê (compreender) | kumpêdidu           |
| fitxi (fritar)         | fitxidu             |
| tôtôlô (pegar)         | tôtôlôdu            |

Expressões verbais
Para indicação de pretérito perfeito ou pretérito imperfeito, não há declinação verbal, apenas é acrescentado uma palavra indicadora, como õta êli sa (ontem ele era) ou otulu tẽpu bô sa gabi (em outro tempo você foi bom). Já para o pretérito mais-que-perfeito, há declinação verbal, como nô ta balêlu (nós havíamos sido discípulos). De forma geral, essa declinação é irregular.
Semelhante ao espanhol, que utiliza o termo "ojalá", de origem religiosa, para indicar presente do subjuntivo, como em "ojalá yo sea" (espero que eu seja), a língua crioula da ilha de Ano-Bom utiliza a expressão Naxyôlu fe pa (espero que), onde Naxyôlu pode ser traduzido como "Deus", como em Naxyôlu fe pa m'sa (espero que eu seja).
Para o pretérito perfeito do subjuntivo, utiliza-se a expressão Naxyôlu fe pa junto com a partícula esa após o verbo, como Naxyôlu fe pa bô sa gabi esa (espero que você tenha sido feliz). Por outro lado, para o pretérito mais-que-perfeito do subjuntivo, utiliza-se a expressão oy ke antes do sujeito, como na frase oy ke axi baabêlu gabi (se você tivesse sido um bom médico).
Partículas verbais
Em relação às mudanças que ocorrem a partir das partículas, o Fa d'Ambô apresenta um marcador tempo, um de modo e dois de aspecto. São possíveis combinações entre as partículas, com exceção da combinação entre skê e sxa, e essas combinações podem formar novas formas verbais. As partículas ske e bi sempre aparecem em combinação com outras
| Partícula | Tempo/Aspecto                                 | Modo           | Exemplo                                                      |
| --------- | --------------------------------------------- | -------------- | ------------------------------------------------------------ |
| xa, ga    | evidencial, continuativo, durativo e habitual | não-específico | inêni xa bibê da piska (eles fazem a vida pescando)          |
| sa        | evidencial                                    | específico     | amu na sa mulê'f (eu não morri ainda / eu não morri)         |
| s(a)xa    | imperfeito e progressivo                      | -              | Zwan sxa kum ampan (João está comendo pão)                   |
| xa sa     | perfeito e progressivo                        | -              | Se nape xa sa ma masyivin (e os adultos levaram as crianças) |
| (s)kê     | futuro imperfeito                             | -              | -                                                            |
| bi        | pretérito                                     | -              | -                                                            |

| Partícula     | Exemplo                                                                                 |
| ------------- | --------------------------------------------------------------------------------------- |
| ga + sxa      | am'ga sxa zuda inêni (eu estava ajudando eles / eu sempre ajudei eles)                  |
| bi + sxa      | dyiabeza pôxôdulu bi sxa laba awapotosay (antigamente as pessoas se lavavam nesse lago) |
| bi + skê      | inêni bi skê tabaya (eles teriam trabalhado)                                            |
| bi + skê + xa | m'bi skê xa tabaya (eu teria estado trabalhando)                                        |

#### Advérbios
Os advérbios são utilizados para caracterizar verbos ou adjetivos, abaixo seguem alguns exemplos de acordo com diferentes categorias de advérbios (de lugar, de tempo, de modo, de quantidade, de comparação, de ordem, de afirmação, de dúvida e advérbios compostos).
De lugar:
| Fa d'Ambô | Português          |
| --------- | ------------------ |
| jay       | aqui               |
| ala       | aí                 |
| isala     | lá / ali           |
| petu      | perto              |
| lônji     | longe              |
| ana       | onde / aonde       |
| dênji     | em frente          |
| dêntulu   | dentro             |
| ôluya     | fora               |
| liba      | acima              |
| basu      | abaixo             |
| môladu    | junto              |
| zuntô     | anexado            |
| bansala   | além de            |
| bansay    | bem ali            |
| jama tudu | em todas as partes |

De tempo:
| Fa d'Ambô      | Português       |
| -------------- | --------------- |
| ôjay           | hoje            |
| amaya          | amanhã          |
| ônta           | ontem           |
| atônta         | anteontem       |
| utatônta       | três dias atrás |
| ôsay           | agora           |
| danji          | logo            |
| tatxi          | tarde           |
| pamasedu       | cedo            |
| tujia          | sempre          |
| ja             | já              |
| juguan jia xif | nunca           |
| ôntôla         | ainda           |
| ôyxi           | durante         |

De modo:
| Fa d'Ambô  | Português       |
| ---------- | --------------- |
| xi         | assim           |
| gabi       | bem             |
| fêô        | mal             |
| gabi mayxu | melhor          |
| lisu       | fortemente      |
| môlê môlê  | devagar         |
| danji      | rapidamente     |
| ku vêntajê | propositalmente |

De quantidade:
| Fa d'Ambô   | Português     |
| ----------- | ------------- |
| mõxi, muytu | muito         |
| kixi / kête | pouco         |
| mõxi muytu  | "muito muito" |
| mayxu       | mais          |
| kixi mayxu  | menos         |
| mõxi        | cheio         |
| bastantxi   | bastante      |
| tantu       | tanto         |
| kantu       | quanto        |
| zuanjaf     | nada          |

De comparação:
| Fa d'Ambô       | Português      |
| --------------- | -------------- |
| mayxu           | mais           |
| kête            | menos          |
| gabi mayxu      | melhor         |
| fêô mayxu       | pior           |
| gabi xima kantu | tão bom quanto |

De ordem:
| Fa d'Ambô    | Português     |
| ------------ | ------------- |
| piimelamenji | primeiramente |
| kabamentu    | ultimamente   |
| piimelu      | antes         |
| detaixu      | depois        |

De afirmação:
| Fa d'Ambô      | Português         |
| -------------- | ----------------- |
| xue            | sim (masc.)       |
| xi             | sim (fem.)        |
| akhe           | sim (crianças)    |
| sêtu           | certo             |
| sêtumênju      | certamente        |
| vêêdatxiimênju | verdadeiramente   |
| tambe          | também / tampouco |

De dúvida:
| Fa d'Ambô | Português |
| --------- | --------- |
| taluvetxi | talvez    |
| jamasêay  | quase     |

Advérbios compostos e expressões adverbiais:
| Fa d'Ambô  | Português     |
| ---------- | ------------- |
| ximisumu   | assim mesmo   |
| faxixisu   | de verdade    |
| ku vêntajê | de propósito  |
| tujya      | em cada passo |
| môlê môlê  | pouco a pouco |

### Sentença

#### Ordem da frase e alinhamento
Por seu estrato ser a língua portuguesa, as características morfológicas da sentença são muito semelhantes. Logo, a ordem da frase é SVO, ou seja, sujeito-verbo-objeto. Algumas exceções se dão em sentenças possessivas, por exemplo, onde o pronome possessivo normalmente aparece após o objeto, porém ambos os casos são possíveis. Em sentenças transitivas-intransitivas, o objeto indireto aparece antes do objeto direto.
Quando o substantivo é acompanhado de um adjetivo determinativo, esse adjetivo é colocado depois do substantivo, como na sentença m'kumpla ganhya guynea deyx fôômôsu muytu (eu comprei dez galinhas-d'angola muito bonitas). Quando há um adjetivo qualificativo e outro determinativo, este aparecerá em último lugar, como na sentença Pedulu sa baxidu mayx namina tudu (Pedro é mais humilde que todos os garotos).

#### Concordância
Na língua crioula de Ano-Bom, a concordância entre adjetivo e substantivo não se dá sempre por terminação, sendo que a maioria dos adjetivos têm a mesma terminação independente do número e gênero do substantivo, divergindo apenas nos diferentes casos. Para demonstrar plural, o que ocorre é a reduplicação das primeiras sílabas do adjetivo, em concordância com a reduplicação silábica que também ocorre no substantivo, por exemplo a sentença mina gabi (o menino bom), que tem sua forma plural como namina gagabi (os meninos bons) e a sentença mina miêrê kê te pixkozu (a garota preguiçosa), que tem sua forma plural como namina miêrê kê te pixkopixkozu (as garotas preguiçosas).
A concordância entre sujeito e verbo também é muito escassa, uma vez que o verbo se apresenta sempre em sua forma regular, que por sua vez tem origem na forma da terceira pessoa do singular em suas línguas de origem (português ou espaɲol).

#### Frases negativas
O Fa d'Ambô faz parte de um estrito grupo de línguas onde a negação é expressa por duas partículas descontínuas (diferente do português, por exemplo, que usa apenas a partícula "não"). A negação numa frase é explicitada pelas partículas na e f. Além disso, quando o sujeito da frase for um pronome pessoal, pode ocorrer a mudança dele ao invés do uso da partícula na. A partícula f é sonoramente incorporada ao final da última palavra da sentença. 
Por exemplo, a sentença amu na po fe'f é tão aceitável quanto a sentença mẽ po fe'f (não posso fazê-lo). Outro exemplo é a sentença amu na kumpla lavulu'f e mẽ kumpla lavulu'f (eu não comprei o livro).
Para indicar negação absoluta, ou seja, quando a resposta é simplesmente "não", utiliza-se as palavras no ou nã.

#### Frases interrogativas
Diferente do português e de suas línguas-irmãs, o Fa d'Ambô pode empregar tanto o tom ascendente quanto o tom descendente para a realização de frases interrogativas. Nas sentenças de tom descendente, para que não haja polissemia com frases afirmativas, utiliza-se a partícula a no final da frase, como por exemplo bô be (tom ascendente) e bô be a (tom descendente), que mantêm ambos a tradução para "você viu?". A partícula a também pode ser utilizada em frases de tom ascendente, porém é menos comum.
Além disso, pode ocorrer uma mudança prosódica na alteração do acento da palavra final ao mesmo tempo em que se emprega o tom ascendente. A última letra da última palavra da frase, portanto, é sonorizada e sua sílaba se torna tônica. Por exemplo, a sentença bô kum pixoo (você comeu pixor) em sua forma afirmativa é pronunciada ['bo 'kum pi'ʃɔxɔ̥] enquanto em sua forma interrogativa é pronunciada ['bo 'kum piʃɔ'xɔ] com tom ascendente.
A mudança prosódica e a partícula a podem coexistir na mesma frase, sendo essa vogal substituta da que originalmente era dessonorizada. A frase utilizada anteriormente seria, nesse caso, pronunciada ['bo 'kum piʃɔ'xa] e escrita bô kum pixoo a e seu tom ainda é ascendente.
Nos casos em que se emprega mudança prosódica em sentenças cuja última palavra é finalizada com uma glide, ocorre a separação dessa glide do restante de sua sílaba. Por exemplo, a sentença bô bê hôsay (você viu aquilo) em sua forma afirmativa é pronunciada ['bo 'be ho'saj] e em sua forma de mudança prosódica é pronunciada ['bo 'be hosa'i].

## Vocabulário
Na obra de Isidro Vila, o autor utiliza um diálogo comum à época para exemplificar a língua, o cenário é um hospital, sendo que um dos interlocutores é um paciente estrangeiro e o outro é um médico nativo. O texto original é em espanhol e foi publicado em 1891, portanto tanto o espanhol quando a língua crioula da ilha de Ano-Bom passaram por mudanças desde o registro:
| Texto em Fa d'Ambô | Texto em português |
| --- | --- |
| Sa Kiisitu | Bom dia |
| Ama bô pasa? | Como você esta? |
| Gabi, a bô? | Bem, e você? |
| M'tãbe, pa gaasa de Naxyôlu | Eu também, graças a Deus |
| Ama pe bô ku me bô, pasa? | Como estão seus pais? |
| Pe mu sa gabi, mẽji me mu saja danxi qwixi | Meu pai está bem, mas minha mãe está um pouco doente                                                                                                   |
| Ke jama saja dwa êli? | O que ela tem, o que a machuca? |
| Jasa ku xipu | A cabeça e o estômago |
| Nô va valu | Vamos vê-la |
| Ana bô fôlu ôsay? | De onde você vinha agora? |
| M'fô matu | Eu fui ao campo |
| Ôsay, ana bô ja vay? | Agora, aonde ia? |
| M'va tôkô bô jaji nyu | Vou com você para a minha casa |
| Pale say soku kiista muytu? | Há muitos cristãos nesse povo? |
| Nêgulu nô sa yefu: nô tudu sa kiista | Aqui não há krumanes (povo): todos somos cristãos |
| Angwe tudu kumpii ku mandamẽtu de le de Naxyôlu? | Todos cumprem os Mandamentos da lei de Deus? |
| Lugwangwe kumpii, lugwangwe na kumpii'f | Alguns cumprem, outros não |
| Axi sôku kiista gabi, i kiista fêô? | Então há bons cristãos e maus cristãos? |
| Si, xiôl, xima jama tudu | Sim, senhor, como em todas as partes |
| Naxyôlu me mu! Kãtu batêlu fô a navi! | Meu deus! Quantas canoas foram para o navio! (expressão popular)                                                                                       |
| Mu! Kãtu fiidê m'vê! | Nossa! Quantas feridas eu vejo! |
| Xio baabêlu, kula mi fiidê say, i m'ga da bô ganiya dôsu                                                                                            | Senhor médico, me cure desta ferida, e eu te darei duas galinhas                                                                                       |
| Mu! Fiidê isay gãji muytu, i saja fênde fêô muytu: m'an pô kula'f                                                                                   | Uh! Essa ferida é muito grande e exala mau odor: não posso curá-la                                                                                     |
| Kwidêle! Kwidêle! Kwidêle! Xio baabêlu, na fa xi'f: minjikôji!                                                                                      | Bah! Bah! Bah! Senhor médico, não fale assim: misericórdia!                                                                                            |
| Kwidale! Bô fa minjikôji? M'pô fê milaligi? Naxyôlu môso pô kula bô                                                                                 | Ah! Misericórdia? Eu consigo fazer milagres? Só Deus consegue te curar                                                                                 |
| Ke kusa sa pale say pa kumpla? | Que coisas há nesse povo para comprar? |
| Jay têla say sôku pôên môso, ku gayna, jaganja, jôjônja ku otulu futa                                                                               | Aqui nessa terra só há porcos, galinhas, bananas cocos e outros frutos                                                                                 |
| Kantu pôbu sa têla say? | Quantos povos há nessa ilha? |
| Te nanu pôbu sôso kê sa pale d'Ambú | Há apenas um povo, que é Ano-Bom |
| Kantu angwe sa pale say? | Quantas almas há nesse povo? |
| M'pensa kê sôm milê sêntu teix | Acho que tem mil e trezentas |
| Angwe tudu sa batizadu? - Xue | Todos são batizados? - Sim |
| Gabi muytu! Sa gabi pa angwe tudu sakiista gafu; puke nangwineyxi kê osay sa vivu saja mule, xima angwe tudu môle, i da laza Naxyôlu de ôbôaa inêni | Muito bem! Todos procurem ser bons cristãos, porque todos os que agora vivem vão morrer, como morreram os demais, e prestem conta à Deus de suas obras |

| Fa d'Ambô                     | Português     |
| ----------------------------- | ------------- |
| sundafêla [sunda'fẽlḁ]        | Segunda-feira |
| tesafêla ['tẽːsa'fẽalḁ]       | Terça-feira   |
| juatafêla ['xwata'fẽlḁ]       | Quarta-feira  |
| kintafêla [kĩta'fẽlḁ]         | Quinta-feira  |
| sitafêla ['sita'fẽlḁ]         | Sexta-feira   |
| yia sábudu ['d͡ʒja'sabudu̥]     | Sábado        |
| yia yimigu ['d͡ʒja'd͡ʒiː'm̥iŋgu̥] | Domingo       |

| Fa d'Ambô     | Português |
| ------------- | --------- |
| mãi [mãj]     | mãe       |
| pai [paj]     | pai       |
| fiu ['fiʎ̥u̥]   | filho     |
| fia ['fiʎ̥ḁ]   | filha     |
| nêtu ['nẽːtu̥] | neto      |